# Le Retour des cendres
Le Retour des cendres est un roman policier de l'écrivain français Hubert Monteilhet paru en 1961.

## Résumé
Élisabeth a passé deux ans en camp de concentration. À la fin de la guerre, elle rentre en France sans avoir prévenu sa famille. Diminuée physiquement, elle décide de ne pas aller directement chez elle, mais de s'installer à l'hôtel anonymement, le temps « de se reconstruire ».
Son notaire lui confirme qu'elle est riche, ayant hérité dans le régime de la séparation de biens.
Un jour, elle croise son mari qui ne la reconnaît pas, mais croit avoir affaire à un vague sosie. Il lui explique qu'il aimerait hériter de l'absente supposée morte, mais que la succession est bloquée en l'absence de preuve de décès. Il lui propose alors de se faire passer pour sa femme afin de pouvoir accéder à ses biens.
Joueuse et curieuse, elle accepte de « jouer son propre rôle ».
Elle découvre alors que son mari a une liaison avec la fille qu'elle a eue avec un premier compagnon, et que celle-ci est l'inspiratrice de cette mise en scène.
Au fil du temps, elle apprend que son mari l'a trahie pendant la guerre, par lâcheté, par peur de la torture. Elle lui pardonne, et il la reconnaît. Ils choisissent de partir, de se refaire une vie au loin sans expliquer à la fille d'Élisabeth. Celle-ci, jalouse, tue sa mère.

## Analyse
Ce récit est écrit sous forme du journal d'Élisabeth. Il est écrit dans le français élégant, un peu précieux, qui est la marque de l'auteur.
Les thèmes abordés sont la déportation, la trahison, le pardon et la dépendance.

## Adaptations
- 1965 : Le démon est mauvais joueur (Return from the Ashes), film britannique réalisé par J. Lee Thompson, avec Maximilian Schell, Samantha Eggar, Ingrid Thulin et Herbert Lom[2].
- 1982 : Le Retour d'Élisabeth Wolff, téléfilm français réalisé par Josée Dayan, avec Malka Ribowska, Clémentine Amouroux et Niels Arestrup[3].
- 2014 : Phoenix, film allemand réalisé par Christian Petzold, avec Nina Hoss, Ronald Zehrfeld et Nina Kunzendorf[4].